# Steirersee
Der Steirersee ist ein Karsee auf der Tauplitzalm im Toten Gebirge in der Steiermark, Österreich. Der See liegt auf einer Höhe von 1445 m ü. A. in einer Mulde eingebettet südlich unterhalb des Sturzhahns (2028 m) und nordwestlich des Mitterberges (1711 m). Mit einer Wasserfläche von 12,5 Hektar ist er der größte See am Hochplateau der Tauplitz. Der 30 Meter tiefe See wird aus unterirdischen Zuflüssen gespeist, die aus den nordseitig gelegenen Bergen stammen. Der See hat eine Länge von etwa 700 Metern in west-östlicher Richtung bei einer Breite von maximal etwa 200 Metern.
Das Nordufer ist steil und steinig. Ost‐, Süd‐  und Westufer sind flacher und kiesig‐sandig. Am Ostufer befinden sich zwei kleine Inseln. An den seichten Ufern wachsen bis in mehrere Meter Tiefe Armleuchteralgen‐Bestände, dazwischen lokal dichte, meist aber lockere Bestände von Alpen-Laichkraut, Berchtolds Zwerg-Laichkraut und Haarblättriger Wasserhahnenfuß.
Vom Ende der Tauplitzalm Alpenstraße aus (1621 m) ist der See in 1 Stunde Gehzeit (Weg Nr. 218) erreichbar.